# 吉林银行

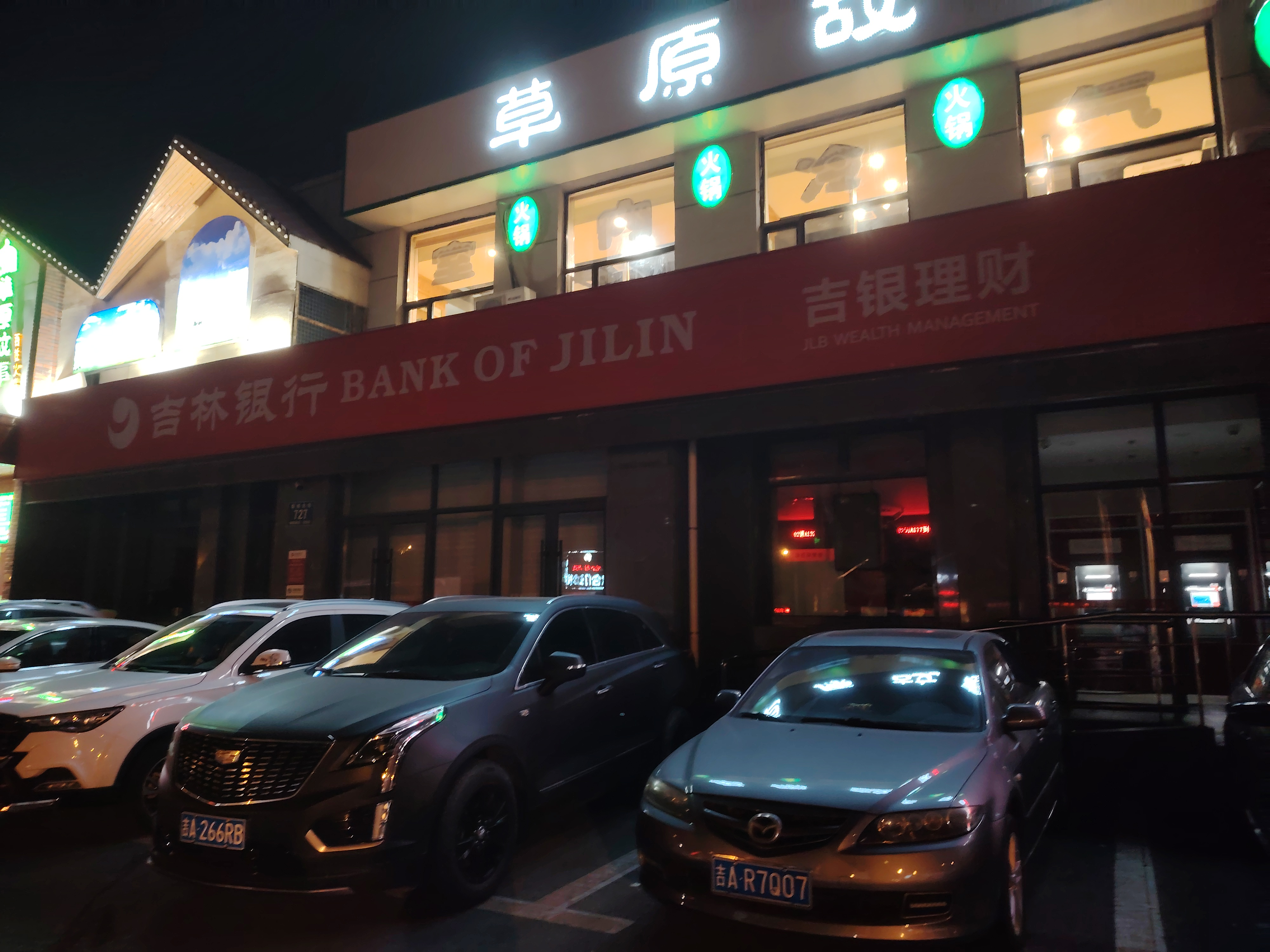
吉林银行长春绿园支行

吉林银行，全称吉林银行股份有限公司，是一家总部位于中国吉林省长春市的商业银行。前身是成立于1997年的长春市商业银行。2007年10月10日，经中国银行业监督管理委员会批准，在长春市商业银行的基础上，吸收合并吉林市商业银行、辽源市城市信用社成立吉林银行股份有限公司。后又陆续合并了白山、通化、四平、松原四地的城市信用社， 并在吉林省内和沈阳、大连开设有分支机构，目前共有营业网点366个，在岗员工6400多人 ，2009年3月末，总资产人民币1095.25亿元，存款余额807.15亿元，各项贷款余额592.79亿元。